# David Wolf Landau

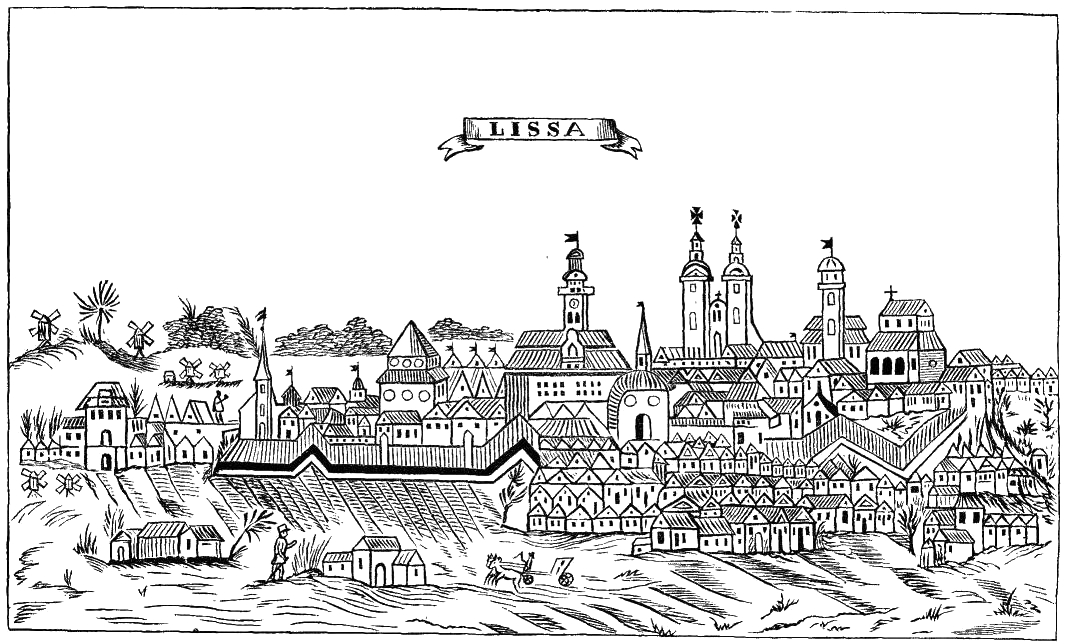
Lissa 1775

David Landau (auch David Wolf Landau oder Pollak David, geboren  1742 in Lissa; gestorben am 4. Dezember 1818 in Dresden) war der erste Oberrabbiner der jüdischen Gemeinde in Dresden.

## Leben und Wirken
Der 1742 in Lissa im Netzedistrikt in Großpolen geborene David Landau war ein Sohn des Rabbiners Wolf-Seev Landau (gest. 1812). Er war wohlhabend und Leiter einer Jeschiwa (Tora-Schule) sowie Dajan, d. h. Richter an einem Beth Din sowie ein Freund von Akiba Eger. An seinem Heimatort heiratete er Parche (gest. 1784). 1788 wurde er Oberrabbiner im westpreußischen Flatau, wo er auf ein Gehalt verzichtete. 1790 erwirkte er als Deputierter der abgebrannten Lissaer in Warschau einen Abgaben-Erlass für drei Jahre und deren Ermäßigung auf weitere sieben Jahre.
1803 bis zu seinem Tod  war er anschließend Oberrabbiner der jüdischen Gemeinde zu Dresden, der damals einzigen im Königreich Sachsen. Sie umfasste damals etwa 500 Juden, die sich in sieben privaten Betstuben versammelten. Unterstützt wurde er bei seiner Tätigkeit von den Gemeindevorstehern Mendel Schie, Samuel Kaim und Hirsh Beer. Landau war Verehrer von Kurfürst bzw. König Friedrich August I. und veröffentlichte dazu mehrere ehrerbietige Grußbotschaften und Danksagungen. Damit wurde er auch zum Wegbereiter der erst nach seinem Wirken erfolgten Anerkennung der jüdischen Gemeinde.
Landau verfügte neben rabbinischem auch über mathematisches Wissen, was wohl dazu beitrug, dass sein Sohn nach seinem Tod der erste Lehrer an der jüdischen Gemeindeschule wurde. Im Amt des Oberrabbiners folgten ihm Abraham Levy und nach diesem Zacharias Frankel. Er war der Großvater des Oberrabbiners Wolf Landau.